# Samson Schmitt
Samson Schmitt  (* 20. September 1979 in Creutzwald) ist ein französischer Gypsy-Jazz-Gitarrist. 

## Leben und Wirken
Samson Schmitt ist ein Sohn des Jazzgeigers Dorado Schmitt, von dem er das Gitarrenspiel lernte. Mit zwölf Jahren trat er zum ersten Mal beim Münchener Internationalen Jazz-Festival auf, wo er gemeinsam mit anderen Sinti-Jugendlichen musizierte. Mit seinem Vater sowie Jay Leonhart und Grady Tate gastierte er 2002 auf dem „Django Reinhardt NY Festival“ im New Yorker Birdland. Im selben Jahr entstand in Nancy sein Debütalbum Djieske, an dem neben Dorado Schmitt u. a. die Gitarristen Popots Winterstein, Hono Winterstein und der Bassist Jean Cortes mitwirkten. In den folgenden Jahren arbeitete er u. a. mit Florin Niculescu (Django Tunes, 2009) und Mayo Hubert (Caravan de Santino, 2011), ferner war er Mitglied der Formation Les Enfants de Django um Yorgui Loeffler und Mike Reinhardt (Live in Paris au Méridien Étoile, 2008). Mit den „Django Festival Allstars“ gastierte er 2012 im Pariser Birdland. Im Bereich des Jazz war er zwischen 2002 und 2017 an 14 Aufnahmesessions beteiligt.
In dem Spielfilm Django – Ein Leben für die Musik von Étienne Comar spielte er einen Freund von Django Reinhardt.

## Diskographische Hinweise
- Moreno Orkestra et Samson Schmitt présentent Liouba (2011, mit  Liouba Kortchinskaia, Nikak Ivanovitch, Jérôme Etcheberry, Claudius Dupont, François Ricarol)
- Ludovic Beier & Samson Schmitt: Twin Brothers (City Record 2012)
- Crazy ᔓound (Frémeaux & Associés 2014)
- Dorado Schmitt, Samson Schmitt, Ludovic Beier, Pierre Blanchard, Francko Mehrstein, Amati Schmitt, Bronson Schmitt, Philippe „Doudou“ Cuillerier, Xavier Nikq, Special Guest: Anat Cohen Django Festival Allstars Live at Birdland (Frémeaux & Associés 2015)